# Gymnastes pennipes
Gymnastes pennipes är en tvåvingeart som beskrevs av Enrico Adelelmo Brunetti 1918. Gymnastes pennipes ingår i släktet Gymnastes och familjen småharkrankar. Inga underarter finns listade i Catalogue of Life.